# Víctor Herrera
Victor Manuel Herrera Piggott (ur. 18 kwietnia 1980 w Panamie) – panamski piłkarz występujący na pozycji pomocnika.

## Kariera klubowa
Herrera Piggott zawodową karierę rozpoczynał w 1997 roku w klubie Panamá Viejo. W 2001 roku odszedł do Sportingu '89. W tym samym roku trafił do meksykańskiego Deportivo Toluca. W 2002 roku zdobył z nim mistrzostwo Apertura. W 2002 roku odszedł również do zespołu Club Necaxa, a w 2003 roku trafił do salwadorskiego CD Luis Ángel Firpo.
W tym samym roku przeniósł się do kolumbijskiego Millonarios FC. W 2004 roku wrócił do Panamy, gdzie został graczem klubu San Francisco FC. W 2005 roku wywalczył z zespołem wicemistrzostwo Panamy, a rok później zdobył z nim mistrzostwo tego kraju. W 2007 roku podpisał kontrakt z portorykańskim Puerto Rico Islanders z USL First Division. W 2008 roku przez kilka miesięcy przebywał na wypożyczeniu w innym portorykańskim zespole, Sevilla Bayamón.
W 2009 roku powrócił do San Francisco FC. W tym samym roku zdobył z nim mistrzostwo Apertura, a w 2010 roku wywalczył wicemistrzostwo Clausura.

## Kariera reprezentacyjna
W reprezentacji Panamy Herrera Piggott zadebiutował w 2000 roku. W 2007 roku został powołany do kadry na Złoty Puchar CONCACAF. Wystąpił na nim w 4 meczach: z Hondurasem (3:2), Kubą (2:2), Meksykiem (0:1) i Stanami Zjednoczonymi (1:2). Z tamtego turnieju Panama odpadła w ćwierćfinale.
W 2009 roku po raz drugi znalazł się w drużynie na Złoty Puchar CONCACAF. Zagrał na nim w spotkaniach z Nikaraguą (4:0) oraz ze Stanami Zjednoczonymi (1:1, 1:2 po dogrywce), a Panama ponownie odpadła z turnieju w ćwierćfinale.